# 妙国寺 (高知市)
妙國寺（みょうこくじ）は、高知県高知市にある日蓮宗の寺院。山号は天高山。旧本山は京都頂妙寺。達師法縁。

## 歴史
この寺は、1501年（文亀元年）細川勝益が京都頂妙寺の僧日祝を開山として迎え現在の高知県南国市田村に創建した桂昌寺に始まるとされる。1591年（天正19年）長宗我部元親が現在の高知市種崎に寺を建立して桂昌寺の住持を迎えた。その後、種崎の寺地が高知城下に移されて独立、1650年（慶安3年）には朝倉町に移り、1685年（貞享2年）寺号が妙國山大乗院と改められた。その2年後の1687年（貞享4年）現在地に移され、1726年（享保11年）現在の寺号の天高山妙國寺となった。

## 文化財
- 高知県指定有形文化財
  - 梵鐘

## 旧本末
日蓮宗は1941年（昭和16年）に本末を解体したため、現在では旧本山・旧末寺と呼びならわしている。
- 聞法山頂妙寺（京都市左京区）
  - 頂妙寺 末：天高山妙國寺（高知市塩屋崎町）
    - 妙國寺 末：天高山細勝寺（南国市田村乙）
    - 妙國寺 末：天王山蔵福寺（南国市田村乙）
    - 妙國寺 末：若一山本正寺（南国市田村甲）
    - 妙國寺 末：宮地山中道寺（室戸市浮津）